# Полковий писар

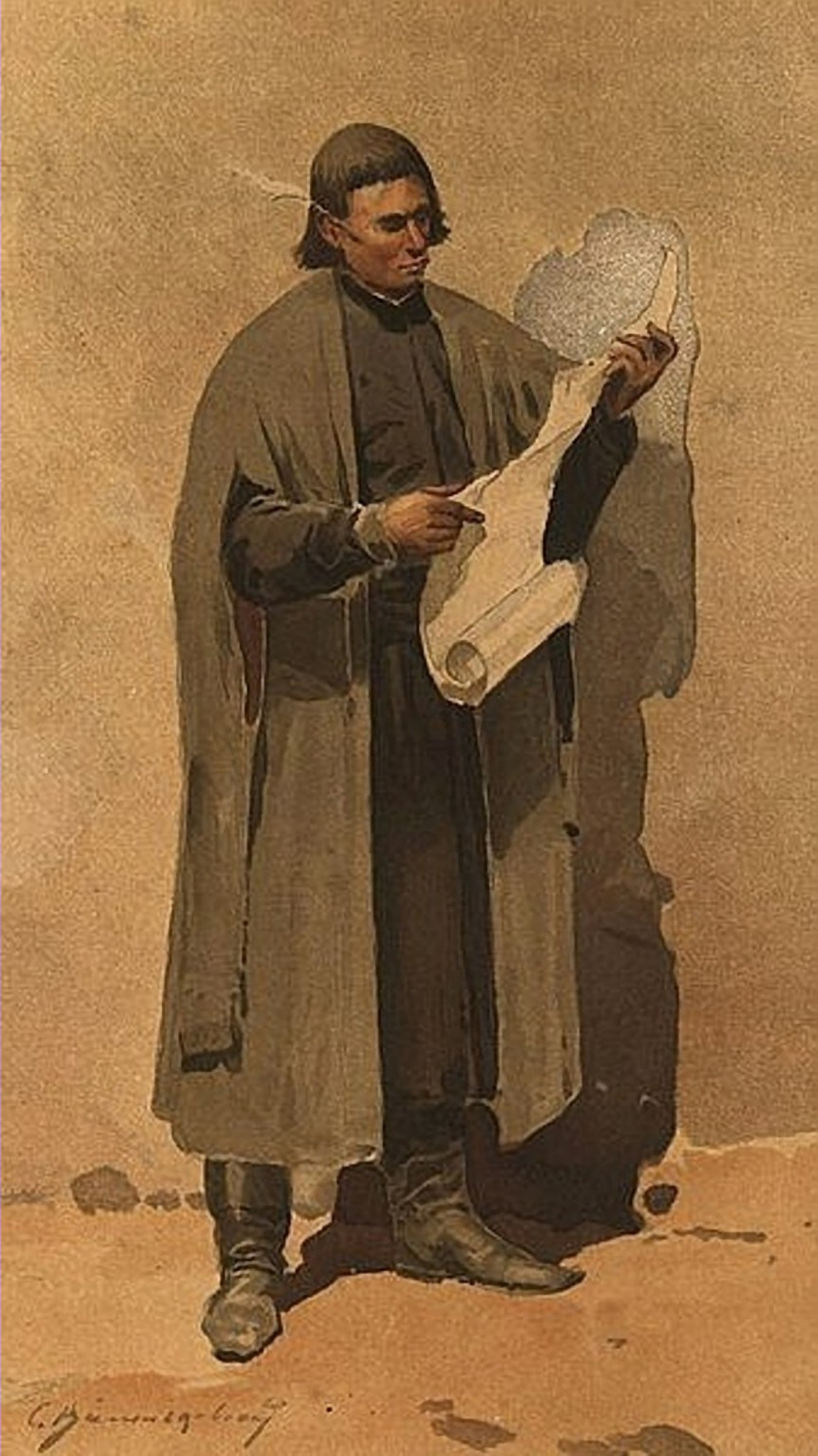
Васильківський С. І. Полковий писар

Полкови́й пи́сар — представник військової та цивільної адміністрації полку в Гетьманщині в другій половині XVII-XVIII ст. Полковий писар вів діловодство полку й відав полковою канцелярією. Під його наглядом працювали канцеляристи: реєнт (помічник писаря), канцеляристи (10-16 осіб), підписки, курінчики (гінці, дорученці), протоколісти, осавульці (або осавульчики).
Зазвичай у полку був тільки один писар, однак, як виняток, інколи зустрічалося й два (наприклад, у Миргородському полку).